# Polyergus nigerrimus
Polyergus nigerrimus é uma espécie de insecto da família Formicidae.
É endémica da Rússia.